# Parigné
Parigné är en kommun i departementet Ille-et-Vilaine i regionen Bretagne i nordvästra Frankrike. Kommunen ligger i kantonen Fougères-Nord som tillhör arrondissementet Fougères-Vitré. År 2022 hade Parigné 1 301 invånare.

## Befolkningsutveckling
Antalet invånare i kommunen Parigné
Referens:INSEE